# Monochamus mutator
Monochamus mutator (лат.) — вид жуков из семейства усачей. Повреждает древесину. В Российской Федерации является карантинным объектом.

## Распространение
Обитают в Канаде и США. С древесиной и продукцией, изготовленной из нее (например, упаковочной тарой), возможен завоз жуков в другие страны. Так как значительная часть территории России покрыта тайгой, сходной в родной для этих (и других из их рода) жесткокрылых североамериканской, высказываются опасения, что они могут быстро акклиматизироваться, будучи однажды завезенными в страну.